# Stern Stewart & Co
Stern Stewart & Co. ist eine 1982 von Joel M. Stern und G. Bennett Stewart III in New York gegründete Unternehmensberatung.
Stern Stewart & Co. hat sich auf Wertmanagement spezialisiert und bietet ihre Dienste vor allem auf den Gebieten Portfoliostrategie und Portfoliobewertung sowie Unternehmensorganisation und Unternehmenssteuerung an. Das Unternehmen hat seinen Sitz in München. Stern Stewart & Co. hat das EVA-Konzept (Economic Value Added) entwickelt.
Mit dem Stern Stewart Institute engagiert sich das Unternehmen sozial, unter anderem in Burkina Faso.